# خانه‌های بریم شماره ۲۴۱
خانه‌های بریم شماره ۲۴۱ مربوط به دوره پهلوی دوم است و در آبادان، منطقه مسکونی بریم، پلاک ۲۴۱ واقع شده و این اثر در تاریخ ۳۰ بهمن ۱۳۸۶ با شمارهٔ ثبت ۲۱۲۲۰ به‌عنوان یکی از آثار ملی ایران به ثبت رسیده است.